# Carretería
Carretería (llamada oficialmente A Carretería) es una aldea española situada en la parroquia de Paradela, del municipio de Paradela, en la provincia de Lugo, Galicia.

## Demografía
| Gráfica de evolución demográfica de Carretería entre 2000 y 2020 |
|                                                                  |
| Datos según el nomenclátor publicado por el INE.                 |